# Pedro Filipe Figueiredo Rodrigues
 Pedro Filipe Figueiredo Rodrigues  (Sátão, 20 mei 1997) is een Portugese voetballer die als middenvelder speelt voor Pafos FC.  Hij is beter bekend onder zijn roepnaam Pêpê.

## Loopbaan
Geboren te Sátão, zou hij zijn jeugdopleiding in het noordelijk gelegen Ferreira de Aves starten, daarna verder zetten bij twee ploegen uit het zuidelijk gelegen Viseu, om zijn opleiding te beëindigen in de hoofdstad bij SL Benfica.
Bij deze laatste ploeg zou hij in 2015 ook zijn eerste contract ondertekenen, maar hij zou nooit tot de eerste ploeg doorstoten.  Nadat hij twee seizoenen bij de tweede ploeg in de Liga Portugal 2, het tweede Portugese niveau, gespeeld had, werd hij tweemaal uitgeleend aan clubs uit de Primeira Liga, het hoogste Portugese niveau.  De eerste uitleen werd overeengekomen op 21 augustus 2017 en bracht Pêpê bij GD Estoril-Praia.   Zes dagen later maakte hij er zijn debuut tijdens de met 1-2 verloren uitwedstrijd tegen Sporting Lissabon.  Hij verving in de vierenzeventigste minuut Duarte Valente.  Voor zijn eerste doelpunt moesten de supporters nog tot 30 januari 2018 wachten, wanneer hij de eerste van drie doelpunten scoorde tijdens de met 3-0 gewonnen thuiswedstrijd tegen CD Tondela. .  Op het einde van het seizoen eindigde de ploeg allerlaatste, zodat de degradatie volgde.  Tijdens het daaropvolgende seizoen werd Pêpê voor de tweede keer uitgeleend en kwam nu terecht kwam bij reeksgenoot Vitória SC.  Hij kende er een vrij rustig seizoen bij de ploeg die vijfde eindigde en zich zo voor de voorronde van Europees voetbal kwalificeerde.
Op 16 juli 2019 tekende hij bij deze laatste ploeg een vijfjarig contract tot juni 2024.  Tijdens dit tweede seizoen maakte hij zijn Europees debuut tijdens de derde kwalificatieronde voor niet-kampioenen van de UEFA Europa League 2019/20. De ploeg won de twee wedstrijden tegen het Letse JFK Ventspils en Pêpê scoorde in beide wedstrijden.  In totaal zou hij tien keer Europees optreden.
Dit ging niet ongemerkt voorbij, en op 7 september 2020 verruilde hij voor 4.000.000 EUR de Portugese ploeg voor het Griekse Olympiakos Piraeus, waar hij een vijfjarig contract ondertekende.  Bij deze ploeg speelde hij drie wedstrijden tijdens de UEFA Champions League 2020/21.  Zo vierde hij zijn debuut op het kampioenenbal op 27 oktober 2020 tijdens de met 2-0 verloren wedstrijd tegen FC Porto.  Ook de twee latere wedstrijden tegen Manchester City FC gingen verloren.  Hij speelde nog negen wedstrijden in de Griekse competitie en één voor de Griekse beker, totdat hij tijdens de eerste transferperiode werd uitgeleend aan het Portugese FC Famalicão. Hij verbleef er anderhalf seizoen tot 30 juni 2022.  Tijdens het seizoen 2022-2023 werd hij nog tweemaal uitgehuurd, eerst bij het  Turkse Ankaragücü en na de winterstop bij het  Spaanse FC Cartagena. .  Deze laatste ploeg kon ook een optie tot definitieve overname onderhandelen.  Ondanks zijn goede prestaties, werd de optie niet gelicht.  Het daaropvolgende seizoen werd hij nogmaals uitgehuurd.  Dit keer was het Cypriotische Pafos FC aan de beurt en kwam Pepe zo op het hoogste landelijke niveau terecht. Pafos FC nam Pêpê na afloop van de huurperiode definitief over van Olympiakos Piraeus.